# Feria Modelo Belgrano
La Feria Modelo Belgrano, más conocida como Mercado de Juramento, es un mercado ubicado en el barrio de Belgrano en la ciudad de Buenos Aires (Argentina).
El Mercado de Juramento se encuentra en avenida Juramento 2527, dentro de la plaza Noruega, en la cuadra entre la calle Ciudad de La Paz y la calle Amenábar. 

## Historia
En el año 1875, en los terrenos que ocupa actualmente la feria se encontraba una casona propiedad de José Hernández, el escritor del Martin Fierro. El escritor donó los terrenos para un mercado popular. Al comienzo el mercado estaba formado solo por lonas y tinglados. Más tarde se construyeron puestos. En la actualidad tiene 30 comercios.